# Тріумф кохання
«Тріумф кохання» — втрачена п'єса, яку сучасники приписують Вільяму Шекспіру, написана до 1598 та видана до 1603 року, хоча жодної відомої копії не вціліло. Науковці сперечаються, чи це дійсно втрачена робота, можливо, сиквел «Марних зусиль кохання», чи альтернативний заголовок до відомої п'єси Шекспіра.

## Свідчення
Вперше п'єса згадується у «Palladis Tamia, Wits Treasury» 1598 року Френсіса Мереса, в якій він перелічує десятки п'єс Шекспіра. У його списку шекспірівських комедій читається:
|  | щодо комедій, засвідчимо його «Двох веронців», «Комедію помилок», «Марні зусилля кохання», «Тріумф кохання», «Сон літньої ночі» та «Венеційського купця» Оригінальний текст (англ.) for Comedy, witnes his «Gẽtlemẽ of Verona», his «Errors», his «Loue labors lost», his «Loue labours wonne», his «Midsummers night dreame», & his «Merchant of Venice» |

Список книг серпня 1603 року книгаря Крістофера Ганта перелічує п'єсу як надруковану ін-кварто серед інших праць Шекспіра:
|  | венеційський купець, приборкання норовливої, …марні зусилля кохання, тріумф кохання Оригінальний текст (англ.) marchant of vennis, taming of a shrew, …loves labor lost, loves labor won |

## Теорії
У науковців Шекспіра декілька теорій про п'єсу.

### Сиквел «Марних зусиль кохання»
Одна теорія — «Тріумф кохання» може бути втраченим сиквелом «Марних зусиль кохання», що зображує подальші пригоди короля Наварри, Бірона, Лонгвіля та Дюмена, шлюби яких було відкладено наприкінці «Марних зусиль кохання». У фінальних моментах «Марних зусиль кохання» весілля, які зазвичай закривають комедії Шекспіра, неочікувано відкладаються на рік без жодної очевидної сюжетної мети, яка дозволялася би для сиквелу. Критик Седрик Ваттс уявив, як сиквел міг виглядати:
|   | Після року очікування Король і лорди знову зустрілися для порівняння досвіду. Кожен з них, із різних причин, не зміг би бути настільки ж старанно вірним і суворим, наскільки їм заповідали їхні леді. Оригінальний текст (англ.) After the year of waiting, the King and lords would meet again and compare experiences; each would, in various ways, have failed to be as diligently faithful and austere as he had been enjoined by his lady to be. |
| — | |

Проти цього слід зазначити, що єлизаветинські драматурги майже ніколи не писали сиквели комедій. Сиквели писалися до історичних п'єс або, рідше, трагедій.

### Альтернативна назва наявної п'єси

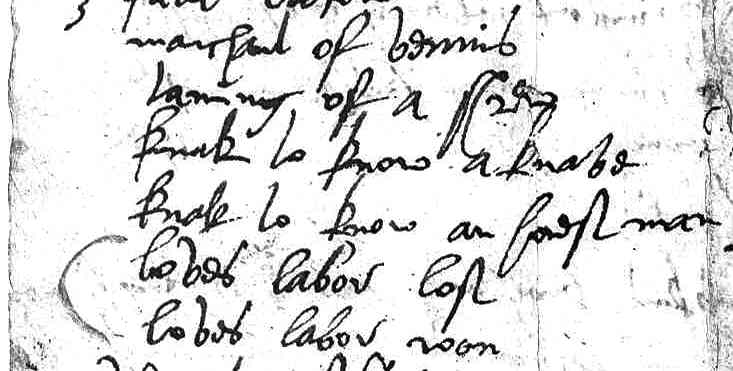
Частковий список п'єс із інвентарю Крістофер Гант. Зверху: «венеційський купець», «приборкання норовливої», «knak to know a knave», «knak to know an honest man», «марні зусилля кохання», «тріумф кохання»

Інша теорія — «Тріумф кохання» був альтернативною назвою наявної п'єси. Це пояснило б, чому її не друкували під цією назвою в Першому фоліо повних драматичних робіт Шекспіра 1623 року, для чого в теорії сиквелу не має очевидного пояснення.
Довготривала теорія стверджує, що «Тріумф кохання» був альтернативною назвою «Приборкання норовливої», написаної кількома роками раніше та помітно пропущеної зі списку Мереса. Але 1953 року Соломон Поттесман — лондонський дилер і збирач антикварних книжок — виявив список книг серпня 1603 року книгаря Крістофера Ганта, який перелічує як надруковану in-quarto:
«marchant of vennis, taming of a shrew, knak to know a knave [невідомий автор], knak to know an honest man [невідомий автор], loves labor lost, loves labor won.»
Пошук надав свідчення того, що п'єса може бути окремою працею, яка була видана, але втрачена, а не раннім заголовком «Приборкання норовливої». Проте, це свідчення не є вирішальним. Інший драматург написав п'єсу, звану «Приборкання норовливої», видану in-quarto 1594 року, тоді як п'єса Шекспіра «Норовлива» не видавалася до Фоліо 1623 року. Таким чином, можливо, що Шекспір спочатку титулував свою п'єсу «Норовлива» як «Тріумф кохання» задля її відрізнення від конкурентної.
Ще одна можливість — назва є альтернативним заголовком шекспірівської комедії, не переліченої Мересом або Гантом. Часто пропонується «Багато галасу з нічого», яка, як зазвичай вважається, написана близько 1598 року. Наприклад, видання Ардена Генрі Вудгайсена(третя серія) «Марних зусиль кохання» перелічує ряд разючих подібностей між двома п'єсами. «Багато галасу з нічого» також перелічена під іншим, альтернативним, заголовком — «Benedick and Beatrice» — у декількох каталогах продавців книжок.
Леслі Готсон міркував, що «Тріумф кохання» був колишнім заголовком «Троїл і Крессіда», вказуючи, що «Троїл і Крессіда» не з'являється в «Palladis Tamia» — погляд, який Кеннет Палмер критикував за вимогу «вимушеної інтерпретації п'єси». На додачу, «Троїл і Крессіда», як загалом вважається, написана близько 1602 року.
Девід Ґроут аргументує, що це — інша назва «Як вам це сподобається». Він припускає, що заголовки комедій часто були загальними: декілька п'єс могли називатися «Як вам це сподобається» чи «Все добре, що добре закінчується», наприклад, і такі назви не виправлялися до повторного видання. Він припускає, що «Як вам це сподобається» починалася як сиквел «Марних зусиль кохання», але пізніше була переглянута, коли Роберт Армін замінив Вільяма Кемпе на посаді головного комічного актора у театральній трупі Шекспіра «Слуги лорда-камергера».

## Використання назви
У своєму сезоні 2014 року, вшановуючи століття початку бойових дій Першої світової війни, Королівська шекспірівська трупа кооптувала назву під час виконання «Багато галасу з нічого» під назвою «Тріумф кохання (також відома як „Багато галасу з нічого“)». Вона була поставлена як супутник «Марних зусиль кохання». Пара п'єс закріплювали період війни. Дія «Марних зусиль кохання» відбувалася на початку війни 1914 року, а «Тріумфу кохання» — наприкінці 1918 року, де чоловічі персонажі поверталися додому після остаточної перемоги.

## В іншій популярній культурі
Вона фігурує як сюжетний пристрій у романі 1948 року «Любов бреше кров'ю» Едмунда Кріспіна, в якому відкриття копії п'єси спричиняє серію вбивств.
Написання п'єси — основна сюжетна точка епізоду 2007 року «Доктора Хто» «Код Шекспіра», в якому рядки п'єси, бувши промовленими, звільняють із ув'язнення ворожий чужопланетний вид. Наприкінці всі копії п'єси засмоктані у вир.
Вона також використовувалася в серії книг «39 ключів» як незначний сюжетний пристрій у фінальній книзі першої серії.
В альтернативно-історичному романі Гаррі Тертлдава «Підкорена Британія», що зображує Англію під владою Іспанії, в якій Шекспір залучений у підпільний опір, згадує своє написання п'єси, званої «Тріумф кохання». Проте, ця п'єса здається просто «нашими» «Марними зусиллями кохання», адже показано, як Шекспір в останню хвилину змінює національність Дона Армадо з іспанця на італійця, щоб не образити володарів.